# Хуан-Маркос
Хуан-Маркос (Сан-Хосе-Буэнависта) (исп. Juan Marcos (San José Buenavista)) — посёлок в восточной части Мексики, на территории штата Веракрус. Входит в состав муниципалитета Альтотонга.

## Географическое положение
Хуан-Маркос расположен на западе центральной части штата, на расстоянии приблизительно 31 километра к северо-западу от города Халапа-Энрикеса, административного центра штата. Абсолютная высота — 2196 метров над уровнем моря.

## Население
Согласно данным, полученным в ходе проведения официальной переписи 2005 года, в посёлке проживало 2427 человек (1227 мужчин и 1200 женщин). Насчитывалось 429 домов. По возрастному диапазону население распределилось следующим образом: 53,6 % — жители младше 18 лет, 39,7 % — между 18 и 59 годами и 6,7 % — в возрасте 60 лет и старше. Уровень грамотности среди жителей старше 15 лет составлял 79 %.
По данным переписи 2010 года, численность населения Хуан-Маркоса составляла 2777 человек. Динамика численности населения посёлка по годам:
| 2000 | 2005 | 2010 |
| ---- | ---- | ---- |
| 2361 | 2427 | 2777 |